# Michael Hilberer

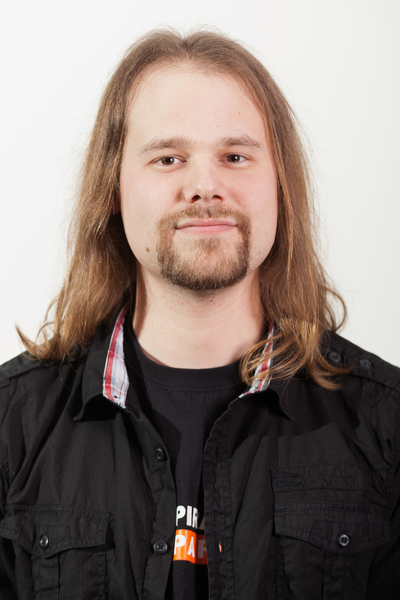
Michael Hilberer

Michael Hilberer (* 23. April 1979 in Kenzingen) ist ein deutscher Politiker. Er war in der Piratenpartei tätig und von 2012 bis 2017 Vorsitzender der Piraten-Fraktion im saarländischen Landtag sowie von 2013 bis 2014 Landesparteivorsitzender.

## Werdegang
Hilberer absolvierte im Jahr 2009 seinen Master of Science in Informatik an der Fachhochschule Kaiserslautern am Standort Zweibrücken und arbeitet als Softwareentwickler für die Baden-Badener Versicherung AG, softgarden GmbH sowie seit 2010 bei der SAP AG als Mobile Solution Developer. Zuvor erwarb er bereits einen Abschluss als Diplom-Informatiker und absolvierte eine Ausbildung als Industriekaufmann.
Seit April 2023 ist Hilberer Direktor des IT-Dienstleistungszentrum des Saarlandes (IT-DLZ).

## Politische Arbeit
Im September 2011 trat er in die Piratenpartei ein, wo er seit dem 30. Oktober 2011 als Beisitzer im saarländischen Landesvorstand fungierte. Als Jugendlicher war er nach eigenen Angaben Mitglied der Jungen Union. Bei der Landtagswahl im Saarland 2012 wurde er in den Landtag gewählt.
Im Landtag war er Mitglied der Ausschüsse für Inneres und Sport, Justiz, Verfassungs- und Rechtsfragen sowie Wahlprüfung sowie Europa und Fragen des Interregionalen Parlamentarierrates.
Am 24. November 2013 wurde er bei einem Parteitag in Blieskastel zum Landesparteivorsitzenden gewählt. Am 27. März 2017 erklärte er seinen Austritt aus der Piratenpartei.

## Privatleben
Michael Hilberer ist verheiratet und hat vier Kinder. Er lebt in St. Wendel.